# Европа
Вижте пояснителната страница за други значения на Европа.
Европа е най-западният полуостров на Евразия, обикновено разглеждан като самостоятелен континент. Той граничи с Атлантическия океан на запад, Северния ледовит океан на север и Черно и Средиземно море на юг. Границата му с Азия на изток не е ясно очертана, но най-често се приема, че преминава по планината Урал и река Урал, Каспийско море и Кавказ. Крайните точки на Европа са нос Кабу да Рока на запад, заливът Байдарацка губа на изток, нос Норкюн на север и нос Тарифа на юг. Името „Европа“ е въведено от финикийците, които обозначавали с него само северните брегове на Средиземно море и близките острови.
Европа е вторият най-малък континент с площ около 10 180 000 km² или 2% от площта на планетата и 6,8% от площта на земната суша. Континентът е трети по население след Азия и Африка със 741 милиона жители или около 11% от хората в целия свят.
След XVI век европейските държави започват да играят важна роля в историята на целия свят. До средата на XX век в различни периоди те контролират Америка, Океания, почти цяла Африка и големи части от Азия. Най-интензивните военни действия през Първата и Втората световна война се водят на територията на Европа. През втората половина на 20 век континентът е разделен от Желязната завеса, но е поставено началото на процеса на европейска интеграция, довел до създаването на Европейския съюз.

Икономиката на Европа, като едно цяло, е една от най-силните в света. Водещи икономики са Германия, Франция, Великобритания, Италия и Испания. Страните на Балканския полуостров и Източна Европа все още не са развити, колкото големите икономики. 

## География
Европа и Азия образуват свръхконтинента Евразия, като Европа заема 20% от него. Източната граница с Азия е сухоземна и условна. Според едно от възможните определения тя преминава по ръба на шелфовата ивица на островите Нова земя към Карско море до залива Байдарацкая губа, минава по подножието на източния склон на планината Урал и нейното южно продължение Мугоджари, по долината на река Емба до нейното вливане в Каспийско море. След това продължава по шелфовата ивица на северната му част до устието на река Кура, границата между Кавказ и Арменското плато, продължава по реките Кура и Риони – до Черно море.
Дължината на бреговата линия на Европа е около 41 000 km (на 1000 km2 се падат 4,1 km) – най-голяма хоризонтална разчлененост сред континентите. Големи полуострови са Скандинавски, Пиренейски, Балкански, Апенински.
Средната надморска височина е около 300 m, максималната е 5642 m (връх Елбрус), а минималната – −28 m (Прикаспийска депресия). Преобладават низините и равнините Средноевропейска равнина, Източноевропейска равнина, Долнодунавска равнина, Парижки басейн и други. Планините са около 20% от територията на Европа (Кавказ, Алпи, Карпати, Пиренеи, Апенини, Урал, планините на Скандинавския и Балканския полуостров). В Европа има и няколко вулкана, най-известни от които са Хекла, Стромболи, Везувий, Санторин и Етна.
Сред полезните изкопаеми, срещащи се в Европа, са нефт и природен газ (Урал, Кавказ, шелфа на Северно море), въглища (Донбаски, Печорски, Горносилезийски и Рурски басейн), железни руди (Курска магнитна аномалия, Урал, Горна Лотарингия, Скандинавски полуостров), руди на цветни метали, каменна и калиева сол.
По-голямата част от Европа е с умерен климат (на запад – океански, на изток – континентален, със снежна и студена зима). По северните острови климатът е субарктичен и арктичен, а в Южна Европа – субтропичен. Средната януарска температура е от −24 °C (на арктическите острови) до 12 °C (в субтропичните части на юг); средните юнски температури са съответно от 3 до 29 °C. Валежите са от 1500 – 2000 mm годишно в планините, до 200 mm годишно и по-малко в Прикаспийската низина. Като цяло сухотата на климата нараства от северозапад на югоизток. Височината на снежната граница е от 50 m (Франц-Йосифова земя) до 3900 m (Кавказ). Площта на ледниците е около 118 000 km².
Главните европейски реки са Волга, Дунав, Днепър, Дон, Висла, Одер, Елба, Рейн, Лоара, Рона, Тахо. По-големи езера са Ладожко езеро, Онежко езеро, Венерн, Балатон, Женевско езеро.
Островите в Арктика и по крайбрежието на Северния ледовит океан са заети от арктични пустини и тундра, на юг – лесотундра, смесени и широколистни гори, лесостепи, степи, субтропични средиземноморски гори и храсти (маквиси, фригана, шибляк); на югоизток – полупустини. На континента има много национални паркове, резервати и защитени територии.

### Физикогеографско райониране
Континентът Европа се разполага в пределите на арктичния, субарктичния, умерения и субтропичния пояси. Резките различия в макрорелефа на континента са обусловили неговото деление на 10 големи сектора: 1. Арктически острови; 2. Феноскандия; 3. Исландия; 4. Източноевропейска равнина; 5. Херцинска Европа и Британски острови; 6. Урал; 7. Алпийско-Карпатски сектор; 8. Полуостров Крим; 9. Европейско Средиземноморие и 10. Прикаспийско-Турански регион. Всички те от своя страна включват 24 области и 68 подобласти.
1. Арктически острови – включват архипелазите Свалбард (Шпицберген), Франц-Йосифова земя и Нова земя. Трите архипелага са с обособено положение, подложени са на топлото влияние на течението Гълфстрийм, имат съвременно заледяване. Най-северните острови (Франц-Йосифова земя) представляват полярна пустиня, а южните части на Свалбард (Шпицберген) и Нова земя са заети от арктическа тундра.
2. Феноскандия – регионът заема полуостровите Скандинавски и Колски. Релефът е съчетание от планини и равнини, заема обширния Скандинавски щит, преобладават древните екзарационни форми, климатът е студен с прохладно лято.
2.1. Скандинавски планини – релефът е представен предимно от средновисоки планини с дълбоко тектонско и силно хоризонтално разчленение. Западните склонове са подложени на топли океански въздушни маси.
2.1.1. Финмаркен – обхваща най-северната част на Скандинавските планини на територията на Норвегия.
2.1.2. Хьолен – обхваща централните части на Скандинавските планини на територията на Норвегия.
2.1.3. Високи фелди – обхваща южните, най-високи части на Скандинавските планини на територията на Норвегия.
2.2. Област на ниски плата и равнини – обхваща целите територии на Швеция и Финландия. Релефът на запад (в Швеция) е платовиден, а на изток (във Финландия) е предимно равнинен, на места – заблатен. Има слабо тектонско разчленение.
2.2.1. Колска подобласт – обхваща територията на Колския полуостров в Русия.
2.2.2. Норландска подобласт – обхваща платото Норланд в северните и централни части на Швеция.
2.2.3. Приботническа подобласт – обхваща низините покрай западните, северните и източните брегове на Ботническия залив.
2.2.4. Манселкя – обхваща веридионалното ниско възвишение Манселкя, простиращо се в северната и източната част на Финландия.
2.2.5. Прибеломорска подобласт – обхваща територията на Република Карелия в Русия.
2.2.6. Централна Езерна подобласт – обхваща юггоизточната езерна част на Финландия.
2.2.7. Южношведска подобласт – обхваща полуостров Сконе и крайбрежните равнини в Швеция.
3. Исландия – обхваща остров Исландия. В релефа преобладава вулканското плато с множество вулкански конуси. Климатът е постоянно влажен. Има съвременни ледници. Растителността е представена от мъхово-тревиста тундра и преобладава тундрово-полярно-пустинно-планински ландшафт на океанския субарктичен климат.
4. Източноевропейска равнина – обхваща повече от половината територия на Европа. Преобладава равнинния и слабохълмист релеф, развит върху Източноевропейската платформа. Попада в умерения климатичен пояс.
4.1. Северна част – обхваща северната част на Източноевропейската равнина. Масово са развити древни акумулативни форми на релефа, има множество заблатени участъци, а климатът е умереноконтинентален.
4.1.1. Двинско-Мезенска подобласт – заема водосборните басейни на реките Северна Двина, Мезен и Онега в западните и централните части на Северната част на Източноевропейската равнина.
4.1.2. Тиманско възвишение
4.1.3. Болшеземелска тундра
4.1.4. Северни Ували
4.1.5. Смоленско-Московско възвишение
4.1.6. Мешчерско-Заволжка подобласт – заема района около средното течение на река Волга.
4.1.7. Вятско-Камска подобласт – обхваща водосборния басейн на река Кама.
4.2. Западна част – обхваща централните части на Европа, южно и югоизточно от Балтийско и Северно море. Представлява акумулативна равнина с преобладаващ преходен от океански към континентален умерен климат.
4.2.1. Глинт – заема южния висок бряг на Финския залив на Балтийско море.
4.2.2. Прибалтийска подобласт – обхваща райони разположени южно и югоизточно от Балтийско море.
4.2.3. Присеверноморска подобласт – обхваща районите разположени южно от Северно море и полуостров Ютланд.
4.2.4. Полеска подобласт – заема обширната силно заблатена област [[Полесия]Полесие]] в Беларус и Украйна.
4.3. Южна част – простира се в южните части на Европейска Русия и в големи части от Украйна. Климатът е сезонно влажен, като преобладава влажният период. Има дълбоко съвременно ерозионно разчленение, а обширни райони са заети от льосови наслаги.
4.3.1. Волино-Подолска подобласт – обхваща ниските Волинско и Подолско възвишение в Западна Украйна.
4.3.2. Приднепровска низина – заема районите около средното течение на река Днепър.
4.3.3. Донецко възвишение
4.3.4. Средноруско възвишение
4.3.5. Окско-Донска низина
4.3.6. Приволжка подобласт – заема районите около големия завой на река Волга.
4.3.7. Ниско Заволжие – простира се покрай левия бряг на река Волга по долното ѝ течение.
4.3.8. Високо Заволжие – простира се покрай десния бряг на река Волга по долното ѝ течение.
4.3.9. Ергени – ниско възвишение в най-южната част на Източноевропейската равнина.
4.4. Причерноморска низина – разположена е северно от Черно и Азовско море. Представлява ниска морска акумулативна равнина. Климатът е сезонно засушлив с преобладаване на сухия период. Преобладават степните пространства на умерения климат.
5. Херцинска Европа и Британски острови – заема западните и централни части на Европа и Британските острови. Релефът е разнообразен, като се редуват планини и равнини с преобладаваща херцинска геосинклинална структура. Климатът е умерен, океански.
5.1. Британски острови – имат обособено положение, постоянно влажен климат и силно хоризонтално разчленение.
5.1.1. Шотландия
5.1.2. Горна Англия (Северна Англия) и Уелс
5.1.3. Ниска Англия (Южна Англия)
5.1.4. Ирландия
5.2. Приатлантическа област – обхваща западните части на Европа (основно Франция и Белгия). Преобладават акумулативните равнини и средновисоките блоково-нагънати планини. Климатът е по-топъл за тези географски ширини.
5.2.1. Севернофренска подобласт – обхваща Северна Франция и Белгия.
5.2.2. Армориканска подобласт – обхваща Западна Франция и полуостров Бретан.
5.2.3. Аквитанска подобласт – обхваща региона Аквитания в Югозападна Франция.
5.2.4. Централен Френски масив – заема Централна и Югоизточна Франция.
5.3. Централноевропейска област – обхваща централните части на Европа (Централна и Южна Германия, Чехия и Южна Полша). Преобладават средновисоките планини с редуващи се предпланински и междупланински понижения и падини. Климатът е преходен от океански към умереноконтинентален.
5.3.1. Рейнски шистови планини – заемат средните части на Германия.
5.3.2. Прирейнска подобласт – обхваща Горнорейнската низина в Югозападна Германия и Североизточна Франция.
5.3.3. Швабско-Франконска подобласт – заема южните части на Германия.
5.3.4. Чешка подобласт – обхваща почти цялата територия на Чехия.
5.3.5. Малополска подобласт – заема югозападните части на Полша.
6. Урал – заема най-източните части на континента, на границата с Азия. Средновисока нагънато-блокова планина с херцинска геосинклинална структура. Преобладава дървесната (иглолистна и широколистна) растителност и гъста речна мрежа.
6.1. Приполярен Урал – заема най-северните, ниски части на планината. Има съвременно заледяване и тундрово-полярно-пустинно-планински ландшафт в субарктичния пояс.
6.2. Северен Урал – заема северните, най-високи части на планината. Има студен климат и планински лесо-тундров ландшафт в умереноконтиненталния и континенталния пояс.
6.3. Среден Урал – заема средните, ниски части на планината. Има студен климат и планински лесо-тундров ландшафт в умереноконтиненталния и континенталния пояс.
6.4. Южен Урал – заема южните, ниски части на планината. Има по-топъл климат и планински лесо-тундров ландшафт в умереноконтиненталния и континенталния пояс, а в южните части – степен ландшафт.
6.5. Мугоджари – ниска планина в западната част на Казахстан, с остатъчни възвишения и полупустинен ландшафт в континенталния климат на умерения пояс.
7. Алпийско-Карпатски сектор – обхваща централните и райони от югоизточните части на Европа. Представлява съчетание от високи планини и обширни равнини с алпийска геосинклинална структура. Има съвременно заледяване. На запад климатът е преходен, а на изток е континентален умерен.
7.1. Алпийска област – обхваща планините Алпи и Юра, разположени на териториите на Франция, Швейцария, Италия, Австрия и Словения. Състои се от високи нагънато блокови и нагънати планини, а климатът е предимно постоянно влажен.
7.1.1. Юра – простира се в източна Франция и Западна Швейцария.
7.1.2. Алпи – простират се на териториите на Франция, Швейцария, Италия, Австрия и Словения.
7.2. Швабско плато и Баварско плато – разполагат се в Южна Германия. Представляват равнинно слоисто-седиментни плата с предпланински и междупланински понижения и падини, заети от льосови наслаги. Имат подветрено разположение и умерен климат.
7.3. Венецианско-Паданска низина – разположена е в северната част на Италия и представлява акумулативна равнина с гъста речна мрежа. Има подветрено положение.
7.4. Среднодунавска низина – заема цялата територия на Унгария и части от Румъния, Сърбия, Хърватска и Австрия и представлява обширна низина заета от льосови наслаги. Има подветрено положение и умереноконтинентален климат.
7.4.1. Дунантул – обхваща западните, по-високи части на Среднодунавската низина.
7.4.2. Алфьолд – обхваща източните, по-ниски части на Среднодунавската низина.
7.5. Карпати и Стара планина – средновисоки нагънато блокови и нагънати планини с дълбоко ерозионно разчленение и чести и резки колебания на височината и експозицията на склоновете. Простират се на териториите на Полша, Словакия, Украйна, Румъния, Сърбия и България.
7.5.1. Северозападни Карпати – простират се на териториите на Полша, Словакия, Украйна.
7.5.2. Източни Карпати – простират се на териториите на Украйна и Румъния.
7.5.3. Западнорумънска подобласт – обхваща Западнорумънските планини.
7.5.4. Трансилвания – заема централните части на Румъния.
7.5.5. Южни Карпати – простират се на територията на Румъния.
7.5.6. Стара планина – простира се териториите на Сърбия и България.
7.6. Долнодунавска низина – обхваща северните части на България, южните и югоизточни райони на Румъния и части от Молдова и Украйна. Представлява обширно предпланинско и междупланинско понижение, с подветрено положение и умереноконтинентален климат.
7.6.1. Влахия – заема южните части на Румъния.
7.6.2. Добруджа – заема югоизточните части на Румъния и североизточните части на България.
8. Кримски полуостров – южната част на полуострова е изградена от средновисоки нагънато-блокови и нагънати планини през алпийската орогенеза. Много характерини са куестовите отстъпи и силно развитите карстви форми. Климатът е средиземноморски на юг, а на север преобладават лесо-алпийско-ливадните ландшафти на умерения климат.
9. Европейско Средиземноморие – обхваща трите големи южни полуострова на Европа. Преобладават блоково-нагънатите планини със силно развити геосинклинални структури и хоризонтално разчленение. Климатът е средиземноморски.
9.1. Пиренейски полуостров – много характерно е редуването на планини и равнини.
9.1.1. Галисийско-Пиренейска подобласт – заема северната част на Пиренейския полуостров и обхваща планините в Галисия и Пиренеите по границата на Испания и Франция.
9.1.2. Португалска подобласт – заема западната част на полуострова.
9.1.3. Месета – заема централната част на полуострова.
9.1.4. Бетско-Каталонска подобласт – заема югоизточната част на полуострова.
9.1.5. Андалуска низина
9.1.6. Балеарски острови
9.2. Апенински полуостров – преобладават средновисоките нагънато-блокови и нагънати планини, образувани по време на алпийската орогенеза. Има съвременно гъсто ерозионно разчленение. климатът е сезонно влажен, като преобладава влажния период. Господства планинския лесо-алпийско-ливаден средиземноморски ландшафт и смесени лятно сухи средиземноморски гори и храсти.
9.2.1. Апенински планини – заема централните части на полуострова.
9.2.2. Апулия – заема крайната югоизточна част на полуострова.
9.2.3. Калабрийско-Сицилийска подобласт – заема полуостров Калабрия и остров Сицилия.
9.2.4. Корсиканско-Сардинска подобласт – заема островите Корсика и Сардиния.
9.3. Балкански полуостров – много характерно е редуването на планини и равнини и дълбокото тектонска разчленение.
9.3.1. Шумадийска подобласт – заема северната част на полуострова на териториите на Сърбия и Хърватска.
9.3.2. Македонско-Родопска подобласт – обхваща планините в Северна Македония, Южна България, Северна Гърция и Европейска Турция.
9.3.3. Динарски планини – простират се покрай североизточното крайбрежие на Адриатическо море в Словения, Хърватска, босна и Херцеговина, Черна гора, Югозападна Сърбия и Албания.
9.3.4. Гръцка подобласт – заема Централна и Южна Гърция и всичките острови в Егейско море.
10. Прикаспийско-Турански сектор – обширна равнинна област в Южна Русия и Западен Казахстан. Има много слабо ерозионно разчленение. Климатът е сух и континентален.
10.1. Прикаспийска низина – заема районите северно от Каспийско море.

## История

### Праистория
Най-древните известни хора, обитавали Европа, са от вида Homo georgicus и населявали днешна Грузия преди около 1,8 милиона години. Други останки от хора, датирани от преди 1 милион години, са открити в Испания. Неандерталците (носещи името на долината Неандертал в Германия) се заселват в Европа преди 150 хиляди години и изчезват преди 30 хиляди години. Те са заместени от съвременните хора (кроманьонци), които се появяват за пръв път на континента преди 40 хиляди години.
По време на неолита в различни части на Западна и Южна Европа се изграждат мегалитни паметници, като Стоунхендж и мегалитните храмове в Малта. Културата на шнуровата керамика процъфтява по време на прехода от неолит към халколит. Бронзовата епоха в Европа започва в края на 3 хилядолетие пр.н.е. с културата на камбановидните чаши.
Началото на желязната епоха в голяма част от континента е поставено от халщатската култура в началото на 8 век пр.н.е.. През този период финикийската колонизация поставя началото на първите градове по европейското Средиземноморие. Културното развитие в Италия и Гърция довежда до класическата Античност, сведения за която има и от писмени източници.

### 20 век
През 20 век Европа е разтърсена от две световни войни – Първата и Втората световна войни. Първата световна война е между два съюза – на Централните сили (Германия, Австро-Унгария, Османската империя и България) и Антантата (Великобритания, Франция, Русия, САЩ и други). Войната приключва с много жертви, дадени и от двете страни. Победител във войната е Антантата. През Втората световна война Германия начело с Хитлер и със съюзници Италия и Япония, напада и окупира почти цяла Европа, европейската част на Русия и за кратко Северна Африка. В началото Германия и съюзниците ѝ почти нямат загуби, но след нападението над Русия нацистите губят огромна част от войските си и тогава започва обратът на войната. Тя приключва с капитулацията на Япония, като преди това са капитулирали Италия и Германия.

## Политическа география
Карта на Европа, според най-използваните географски граници (Легенда:
синьо = страната се намира на два континента • зелено = страната историческо се счита като европейска, обаче тя се намира на друг континент).
| Държава             | Площ (km²) | Население (2014 г.) | Гъстота (на km²) | Столица        |
| ------------------- | ---------- | ------------------- | ---------------- | -------------- |
| Австрия             | 83 858     | 8 464 554           | 97,4             | Виена          |
| Азербайджан 1       |            |                     | 97               | Баку           |
| Албания             | 28 748     | 2 820 977           | 125,2            | Тирана         |
| Андора              | 468        | 76 246              | 146,2            | Андора ла Веля |
| Армения 4           |            |                     | 101              | Ереван         |
| Беларус             | 207 600    | 9 465 500           | 49,8             | Минск          |
| Белгия              | 30 510     | 11 167 578          | 336,8            | Брюксел        |
| Босна и Херцеговина | 51 129     | 3 790 622           | 77,5             | Сараево        |
| България            | 110 910    | 7 286 040           | 68,7             | София          |
| Ватикан             | 0.44       | 839                 | 2 045,5          | Ватикана       |
| Великобритания      | 244 820    | 63 705 000          | 244,2            | Лондон         |
| Германия            | 357 021    | 82 523 700          | 233,2            | Берлин         |
| Грузия 1            |            |                     | 64               | Тбилиси        |
| Гърция              | 131 940    | 10 815 197          | 80,7             | Атина          |
| Дания 2             | 43 094     | 5 608 784           | 124,6            | Копенхаген     |
| Джърси              | 118        | 106 800             | 1 090            | Сейнт Хелиър   |
| Естония             | 45 226     | 1 286 540           | 31,3             | Талин          |
| Ирландия            | 70 280     | 4 585 400           | 60,3             | Дъблин         |
| Исландия            | 103 000    | 325 010             | 2,7              | Рейкявик       |
| Испания 3           | 504 851    | 46 704 314          |                  | Мадрид         |
| Италия              | 301 230    | 60 829 079          | 191,6            | Рим            |
| Казахстан 1         |            |                     | 5,9              | Астана         |
| Кипър 4             | 9 251      | 862 000             | 85               | Никозия        |
| Косово              | 10 887     | 1 810 463           | 137              | Прищина        |
| Латвия              | 64 589     | 2 014 000           | 36,6             | Рига           |
| Литва               | 65 200     | 2 950 684           | 55,2             | Вилнюс         |
| Лихтенщайн          | 160        | 36 842              | 205,3            | Вадуц          |
| Люксембург          | 2 586      | 537 000             | 173,5            | Люксембург     |
| Малта               | 316        | 416 055             | 1 257,9          | Валета         |
| Молдова 6           | 33 843     | 3 559 500           | 131,0            | Кишинев        |
| Монако              | 1,95       | 36 136              | 16 403,6         | Монако         |
| Нидерландия 7       | 41 526     | 16 806 200          | 393,0            | Амстердам      |
| Норвегия 8          | 324 220    | 5 077 798           | 14,0             | Осло           |
| Полша               | 312 685    | 38 533 300          | 123,5            | Варшава        |
| Португалия 9        | 91 568     | 10 562 178          | 110,1            | Лисабон        |
| Румъния             | 238 391    | 21 120 640          | 91,0             | Букурещ        |
| Русия 1, 13         | 17 075 400 | 107 370 000         | 26,8             | Москва         |
| Сан Марино          | 61         | 32 509              | 454,6            | Сан Марино     |
| Северна Македония 5 | 25 713     | 2 062 294           | 81,1             | Скопие         |
| Словакия            | 48 845     | 5 412 008           | 111,0            | Братислава     |
| Словения            | 20 273     | 2 060 332           | 95,3             | Любляна        |
| Сърбия 10           | 88 361     | 7 180 505           | 89,4             | Белград        |
| Турция 1            | 783 562    | 7 002 662           | 93               | Анкара         |
| Украйна 11          | 603 700    | 45 460 627          | 80,2             | Киев           |
| Унгария             | 93 030     | 9 906 000           | 108,3            | Будапеща       |
| Финландия           | 336 593    | 5 445 883           | 15,3             | Хелзинки       |
| Франция 12          | 547 030    | 65 806 000          | 109,3            | Париж          |
| Хърватия            | 56 542     | 4 290 612           | 77,7             | Загреб         |
| Чехия               | 78 866     | 10 512 900          | 130,1            | Прага          |
| Черна гора          | 13 812     | 620 029             | 44,6             | Подгорица      |
| Швеция              | 449 964    | 9 625 444           | 19,7             | Стокхолм       |
| Швейцария           | 41 290     | 8 085 300           | 176,8            | Берн           |
| Общо                | 10 180 000 |                     | 70               |                |

1 Трансконтинентална държава, която е разположена едновременно в Европа и Азия. 

2 Не включва остров Гренландия, който географски спада към Северна Америка. 

3 Ексклавите Сеута и Мелиля политически са част от Испания, но географски спадат към Северна Африка. 

4 Географски Армения и Кипър се водят части от Западна Азия, но културно и исторически винаги са били част от Европа. Кипър е член на Европейския съюз и на Съвета на Европа. В данните е включена и непризнатата Република Северен Кипър. 

5 В България не се използва приетото от ООН наименование Бивша Югославска Република Македония. 

6 Включена е и непризнатата от нито една държава Приднестровска автономна република. 

7 Включена е само европейската част от Кралство Нидерландия. Географски Кюрасао, Синт Мартен, Аруба, Бонер, Саба и Синт Еустациус принадлежат към Южна Америка. 

8 Включва Свалбард и острови Ян Майен. 

9 Включва архипелазите Азорските острови и Мадейра. Често, географски Мадейра се приема за част от Северна Африка. 

10 Не включва Косово, въпреки че Сърбия не е признала независимостта на автономната република. 

11 Включва Кримската автономна република. 

12 Посочените данни обхващат само европейската част на Франция. Към януари 2011 във Френските отвъдморски територии живеят 2 685 705 души. 

13 Данните са за цяла Русия.
Освен гореспоменатите държави в Европа съществуват и няколко региона, които се ползват със значителна автономия, а два са самообявили се независими републики. От изброените територии нито една не е член на ООН.
| Име и флаг                     | Площ (km²) | Население (1 юли 2002 est.) | Гъстота (на km²) | Столица          |
| ------------------------------ | ---------- | --------------------------- | ---------------- | ---------------- |
| Абхазия 1                      | 8 432      | 216 000                     | 29               | Сухуми           |
| Оландски острови (Финландия)   | 1 552      | 26 008                      | 16,8             | Мариехамн        |
| Фарьорски острови (Дания)      | 1 399      | 46 011                      | 32,9             | Торсхавн         |
| Гибралтар (Великобритания) 2   | 5,9        | 27 714                      | 4 697,3          | Гибралтар        |
| Гърнси (Великобритания) 2      | 78         | 64 587                      | 828,0            | Сейнт Питър порт |
| Косово                         | 10 887     | 1 804 838                   | 220              | Прищина          |
| Ман (Великобритания) 2         | 572        | 73 873                      | 129,1            | Дъглас           |
| Джърси (Великобритания)        | 116        | 89 775                      | 773,9            | Сейнт Хелиър     |
| Нагорни Карабах 4              | 11 458     | 138 800                     | 12               | Степанакерт      |
| Северен Кипър 5                | 3 355      | 265 100                     | 78               | Никозия          |
| Южна Осетия 1                  | 3 900      | 70 000                      | 18               | Цхинвали         |
| Свалбард и Ян Майен (Норвегия) | 62 049     | 2 868                       | 0,046            | Лонгирбюен       |
| Приднестровие 6                | 4 163      | 537 000                     | 133              | Тираспол         |

1 Абхазия и Южна Осетия обявяват независимост от Грузия съответно на 25 август 1990 и 28 ноември 1991. На 26 август 2008 руският президент Дмитрий Медведев официално признава Абхазия и Южна Осетия за независими държави. На същата дата Парламентът на Грузия приема декларация, с която обявява двете територии за окупирани от Русия. 

2 Владения на Короната, под чийто суверенитет се намират, но не се считат за част от Обединеното кралство. 

3 Косово е призната като независима държава от 75 държави членки на ООН и Тайван. Сърбия отказва да признае независимостта ѝ. 

4 Непризната от нито една държава автономна република в състава на Азербайджан. 

5 Призната е единствено от Турция. 

6 Не е призната от нито една държава и официално е част от Република Молдова.

## Население
През 2011 година населението на Европа се оценява на 739 милиона души или около 10% от населението на планетата. Век по-рано на континента живее около една четвърт от хората по света. Макар че европейското население нараства през този период, неговият прираст е по-нисък от този в други части на света, най-вече в Африка и Азия. Гъстотата на населението остава сравнително висока, като Европа отстъпва по този показател единствено на Азия. Най-гъсто населената страна в Европа, Нидерландия, заема трето място в света след Бангладеш и Южна Корея.

## Религия
Християнската религия преобладава в Европа. Много хора принадлежат към Римокатолическата църква, чийто център е във Ватикана. Протестантството е най-често срещан в Северна Европа, а православието – в Източна и Югоизточна Европа.

## Езици
Повечето езици в Европа спадат към няколко групи на индоевропейските езици.
Славянските езици са езици от индоевропейското езиково семейство, произлезли от общ праславянски език и впоследствие обособени в три големи отделни групи – източна, западна и южна. Мнозинството от хора, които говорят славянски езици, обитават голяма част от Източна Европа и Балканския полуостров, както и части от Централна Европа и Северна Азия. Основните езикови групи са:
- западнославянски – включва полски, чешки и словашки, както и по-ограничено разпространените сорбски на т.нар. Лужишки сорби в Германия, разделящ се на два основни диалекта Горнолужишки език и Долнолужишки език, както и кашубски и силезийски езици, запазени в някои райони на Полша и Беларус.
- източнославянски – руски, беларуски, украински, както и русински език, говорен от над 600 хил. души в Източна и Централна Европа.
- южнославянски – делят се на източна група (български и/или македонски) и западна група (сръбски, хърватски и словенски езици).

Руският е географски най-разпространеният език в Евразия и най-говореният език в Европа. Съществен брой рускоговорещи извън Русия има във всички страни от бившия Съветски съюз, в Германия и в Израел. Съществуването на самостоятелен македонски език не се приема от повечето лингвисти. Кодифицираната норма на македонските диалекти се разглежда от повечето езиковеди слависти като трета книжовна норма на българския език, успоредна на българския книжовен език и на банатската писмена норма. Подобно е положението с обявените за официални в съответните държави черногорски и босненски езици, които езиковедите приемат за сръбски диалекти.
Романските езици са подгрупа на италийските езици, произлезли от диалектите на латинският език, който е официален в държавата Ватикан. Романските езици се делят на три основни групи:
- източноромански езици – основно румънски, говорен в Румъния и Република Молдова, както и много по-слабо разпространените арумънски, истрорумънски и мъгленорумънски езици, говорени в определени райони на Гърция, Албания и Хърватска и приемани от някои учени като румънски диалекти. По политически причини в миналото за отделен език е обявен и молдовският, като тази позиция се защитава само в непризнатата държава Приднестровие.
- итало-западни езици – основната част от романските езици, най-големите от които испански, португалски, френски и италиански. Освен тях обаче има и цяла група регионални езици, някои от които говорени от милиони хора. Такива са говорените в Испания астурски, леонски, мирандски, арагонски, галисийски (считан от някои за португалски диалект), каталонски (говорен от над 11 млн. души в Испания, Андора, Франция и Италия). Основно във Франция се говорят окситански, франко-провансалски, бургундски, шампански, нормански, пикардски, валонски (основно в Белгия) и др. Най-вече на територията на Италия се говорят и фриулски, ладински, венециански, пиемонтски, лигурски (признат и като втори официален език в Княжество Монако) и др. Част от населението на Швейцария и Италия говори реторомански език, като той е и един от официалните езици на Швейцария. Към тази група спада и т.нар. шпаньолски, говорен от сафарадските евреи, прогонени през XV век от Испания и пръснати из целия свят.
- южноромански езици – такива са неаполитански, сардински, корсикански и сицилиански езици.

В световен мащаб говорещите някои от романските езици като майчин надхвърлят един милиард души. В Европа френският се говори от около 65 милиона души, което го прави третият най-голям език в Европейския съюз. Специалистите не са единни и в мнението си за това дали всички те са самостоятелни езици или трябва да бъдат считани за диалекти на основните.
Германските езици най-вероятно са произлезли от общ прагермански, който впоследствие е започнал да се разклонява дотам, че са се появили независимо съществуващи един от друг езици. Повечето германски езици географски са разположени в непрекъснати области, като по-близко разположените са взаимно разбираеми, а отдалечените не са.
Германските езици се разделят на:
- източногермански езици – група изчезнали езици, произлизащи от готския.
- западногермански езици – включват редица езици, като в Европа се говорят английски, немски, нидерландски, фризийски, както и люксембургски (в Люксембург и областта Швабия в Германия), долнонемски (в част от Северна Германия, Нидерландия и Дания), платски (говорен от етническите германци в Русия и Казахстан, заселени тук още от XVII – XVIII век), скотс (в част от Шотландия), идиш (езикът на немските евреи) и др., някои от които считани за диалекти.
- северногермански езици – включват скандинавските езици шведски, датски, норвежки, фарьорски и исландски езици.

В световен мащаб английският език е третият най-говорен майчин език, а комбинирано всички носители на германските езици възлизат на 559 милиона души. В рамките на Еврепейския съюз немският се говори от 86 милиона души, а в цяла Европа е роден на 95 милиона души, превръщайки се в най-говорения език в ЕС и във втория най-говорен на континента след руския.
Келтските езици се говорят от около 1,5 милиона души в Европа, като в миналото са били много разпространени, но единствено в Ирландия език от тази група е официален. Разделят се на две групи:
- гойделски езици – ирландски, шотландски и мански
- британски езици – уелски, корнуолски и бретонски (на полуостров Бретан във Франция).

Балтийските езици са също част от индоевропейското езиково семейство с около 5,5 милиона души, които ги говорят. Балтийските езици се делят на:
- западнобалтийски езици – група отмрели езици, сред които пруския
- източнобалтийски езици – латвийски, литовски и няколко мъртви езика.

Иранските езици също имат своя представител в Европа. Те са част от индоевропейското семейство и към тях спада осетинският, родствен на изчезналите сарматски и алански езици и говорен от около 500 хил. души.
Като самостоятелни групи от индоевропейското семейство, състоящи се от един-единствен език се считат:
- Гръцкият – владее се от над 13 милиона души, мнозинството от които са в Гърция, Кипър и Албания.
- Арменският – говори се от около 6,7 милиона души в Армения, Русия, България и др.
- Албанският – говори се от над 6 милиона души в Албания, Косово, Северна Македония, Южна Италия и др.

Тюркските езици представляват езиково семейство включващо повече от тридесет езика, говорени в широк географски ареал: от Източна Европа и Средиземно море до Сибир и западната част на Китай. Тюркските езици се разглежат и като езикова група принадлежаща към алтайското езиково семейство. В рамките на Европа се говорят двата най-големи тюрски езика:
- Турският е роден на 82 милиона души и се владее от над 90 милиона души.
- Азербайджанският е роден на 90% от населението на Азербайджан или на около 8,1 милиона души; езикът е разпространен и в Иран, където се говори от между 10 и 20 милиона души.

Угро-финските езици са подсемейство на уралските езици и се делят на следните езикови групи: угърски, фински (волго-фински и балто-фински), пермски и саамски. Те не произлизат нито от индоевропейските езици, нито от тюркските езици. Техният произход е спорен. Приема се, че техният език-прародител е говорен на териоторията на днешна европейска Русия и Украйна, както и около планината Урал. Говорят се изключително и само в Европа. Най-разпространените езици от тази група са унгарският (14,5 млн. души), финският (6,5 млн. души), естонският (1,1 млн. души) и мордовският (850 хил. души).
Кавказките езици са самостоятелно семейство и включват десетки различни езици, някои от които говорени от по няколкостотин души. Най-разпространен е грузинският език, който се говори от около 5,2 милиона души. Към това семейство спадат и абхазкият, чеченският, ингушкият и много други.
Много са споровете и относно принадлежността на баският език, говорен от повече от един милон души от народа на баските, в Северна Испания и Южна Франция (района на Пиренеите). Някои считат, че може условно да бъде причислен към кавказките езици, но други са на мнение, че това е уникален език формиращ самостоятелно езиково семейство, в което е единствен представител.
Освен всички тези езици, приемани за традиционни за европейския континент, вследствие на голямата преселническа вълна, започнала още през колониалната епоха, в Европа живеят многобройни общности от всички краища на Азия и Африка. Някои от тях живеят доста капсулирано и запазват традициите, обичаите и езика си в продължение на поколения.

## Икономика
Като за континент, икономиката на Европа е най-голямата на планетата. Подобно на другите континенти, 48-те страни в Европа се различават по богатство. Най-богати са страните в Западна Европа, докато източноевропейските държави все още се възстановяват от периода на комунизма и разпадането на СССР и Югославия. Европейският съюз, в който членуват 27 държави, е най-голямата икономическа територия в света. 23 страни (17 в ЕС и още 6 извън него) използват еврото като официална валута. От всички страни Германия има най-голям БВП (3,820 трилиона щ.д.)Архив на оригинала от 2021-01-03 в Wayback Machine. в Европа, който е и четвърти в световен мащаб. Франция заема второ място (2,902 трилиона щ.д.)Архив на оригинала от 2020-12-24 в Wayback Machine., а Великобритания – трето място (2,848 трилиона щ.д.)Архив на оригинала от 2021-01-02 в Wayback Machine..